# Philip van der Ven
Philip Cornelius Marie van der Ven (Rotterdam, 24 november 1918 – Voorburg, 17 juni 1998) was een Nederlands jurist en raadsheer bij de Hoge Raad der Nederlanden. Hij was gehuwd met Margaretha Dorothea Maria Theresia Goulmy (Vught, 5 september 1926 - 's-Gravenhage, 5 juni 2011) 

## Loopbaan
Van der Ven studeerde rechtsgeleerdheid aan de Rijksuniversiteit Leiden, waar hij in 1942 zijn doctoraal behaalde. Van 1942 tot 1970 was hij werkzaam als advocaat en procureur te 's-Gravenhage. Als advocaat behandelde hij veel strafcassaties. Vanaf 1970 was hij raadsheer en later ook vicepresident en voorzitter van de strafkamer bij de Hoge Raad der Nederlanden.
Hij had talrijke nevenfuncties op juridisch en maatschappelijk gebied.

## Onderscheidingen
Philip van der Ven was commandeur in de Orde van Oranje-Nassau en ridder in de Orde van de Nederlandse Leeuw.